# Svendska revyn
Svendska revyn var en revy som producerades av Knäppupp AB 1967. De svenska originaltexterna skrevs bland annat av Beppe Wolgers och originalmusiken av Svend Asmussen, Carl-Axel Dominique och Mikael Ramel, för regin svarade Mille Schmidt, Ingvar Danielsson gjorde dekoren och Svend Asmussen var kapellmästare.
Svendska revyn spelades på Knäppupp AB:s hemmascen Idéonteatern vid Brunkebergstorg i Stockholm den 3 mars–13 maj 1967 och gick därefter ut på turné över Sverige den 27 maj–15 augusti 1967..
Medverkande var Svend Asmussen med orkester, Brita Borg (från den 12 juli och framåt), Stig Grybe, Lena Hansson, Martin Ljung, Povel Ramel (från den 12 juli och framåt) och Anna Sundqvist med flera.